# 阿勒施泰特
阿勒施泰特（德語：Ahlerstedt，發音：[ˈaːlɐʃtɛt]）是德国下萨克森州施塔德县的市镇，面积62.56平方千米，2023年12月31日人口为5,637人。